# شبکه تلویزیونی بلک اینترتینمنت
شبکه تلویزیونی بلک اینترتینمنت (BET) یک شبکه تلویزیون کابلی آمریکایی است که مخاطبان سیاه‌پوست آمریکایی را هدف قرار داده است. این شبکه، کانال اصلی گروه رسانه‌ای BET، زیرمجموعه گروه سرگرمی CBS پارامونت گلوبال است. BET که در ابتدا به عنوان یک بلوک برنامه‌نویسی یواس‌ای نتورک در ۲۵ ژانویه ۱۹۸۰ راه اندازی شد، سرانجام در ۱ ژوئیه ۱۹۸۳ به یک کانال تمام عیار تبدیل شد.